# Oligosoma striatum
Oligosoma striatum — вид сцинкоподібних ящірок родини сцинкових (Scincidae). Ендемік Нової Зеландії.

## Поширення і екологія
Ophiomorus striatum поширені на Північному острові Нової Зеландії. Вони живуть в лісах та на луках, на висоті до 700 м над рівнем моря. Активні як день, так і вночі. Ведуть частково деревний спосіб життя.

## Збереження
МСОП класифікує цей вид як вразливий. Oligosoma striatum загрожує знищення природного середовища і хижацтво з боку інтродукованих тварин.